# Aléxis Tsípras
Aléxis Tsípras (en grec : Αλέξης Τσίπρας, /aˈleksis ˈt͡sipras/), né le 28 juillet 1974 à Athènes, est un homme d'État grec, membre de SYRIZA. Il est Premier ministre de janvier à août 2015 et de septembre 2015 à juillet 2019.
Président de Synaspismós à partir de 2008 puis de SYRIZA à partir de 2012, son parti progresse fortement aux élections législatives de mai 2012. Il voit cette progression confortée de manière déterminante aux élections anticipées de juin 2012, et devient chef de l'opposition officielle. Il est nommé Premier ministre le 26 janvier 2015, au lendemain des élections législatives anticipées remportées par son parti. Critique envers l’Union européenne, il organise notamment un référendum sur la dette publique grecque, puis signe un accord avec les créanciers de la Grèce. Contesté par une partie de sa majorité, il démissionne le 20 août 2015, puis est de nouveau nommé le 21 septembre suivant, à la suite d'élections législatives anticipées.
À la suite des défaites de son parti aux élections européennes et locales de 2019, il provoque de nouvelles élections législatives anticipées, lors desquelles son parti est battu par la Nouvelle Démocratie de Kyriákos Mitsotákis, qui lui succède comme Premier ministre le 8 juillet 2019, tandis que Tsípras redevient chef de l'opposition. Après les défaites électorales successives aux législatives de mai et juin 2023, il annonce sa décision de quitter la direction de son parti et démissionne le 29 juin.

## Biographie

### Origines, études et famille
Aléxis Tsípras naît et grandit à Athènes. Son père est un petit entrepreneur de construction.
Il poursuit des études d'ingénierie civile à l'université polytechnique nationale d'Athènes (UPNA). Après avoir obtenu son diplôme d'ingénieur en 2000, il continue ses études en aménagement du territoire dans le cadre d'un programme inter-départemental de l'UPNA, tout en travaillant comme ingénieur civil dans l'industrie du bâtiment. Il est l'auteur de plusieurs études et projets sur la ville d'Athènes,,.
La compagne d'Aléxis Tsípras est Peristéra (dite Betty) Baziána (el), docteure en ingénierie électrique et informatique avec une thèse portant sur les architectures de contrôle et techniques de transmission pour l'optimisation des réseaux des performances des réseaux à multiplexage optique par répartition en longueur d'onde. Ils se sont rencontrés en 1987 au lycée d'Ambelokipi et ont rejoint ensemble les Jeunesses communistes de Grèce (en). Ils ont deux fils, Phívos Pávlos, né en 2010 et Orphéas Ernésto, né en 2013. Ils se revendiquent athées. Le couple n'est pas marié, alors que cette démarche est généralement obligatoire dans un pays marqué par une forte influence de l'Église orthodoxe. Peristéra Baziána n'apparaît guère en public et ne participe pas aux déplacements officiels avec son compagnon, mis à part celui d'avril 2015 à Moscou.

### Débuts en politique
Dès la fin des années 1980, il s'engage dans les Jeunesses communistes grecques (en) (KNE). Au début des années 1990, en tant qu'élève du lycée d'Ambelókipi, il est politiquement actif dans le mouvement des lycéens (el) contre la loi controversée du ministre de l'Éducation et des Affaires religieuses du moment, Vassilis Kondogiannopoulos (el). Il devient un membre influent du mouvement lycéen après avoir été invité par la journaliste Anna Panagiotarea (el) à une émission télévisée.
En tant qu'étudiant à l'université, il rejoint le mouvement de rénovation de la gauche et devient membre du bureau exécutif du syndicat des étudiants de l'École polytechnique d'Athènes (NTUA) et représentant des étudiants au Sénat de l'Université. De 1995 à 1997, il est membre élu du comité central de l'Union nationale des étudiants de Grèce (EFEE).
Aléxis Tsípras demeure au Synaspismós après le départ de la coalition du Parti communiste grec (KKE). Il devient le premier secrétaire politique de la section de la Jeunesse du Synaspismos (en) (Neolaia Syn), de mai 1999 à novembre 2003, avant de laisser la place à Tassos Koronakis. Il parvient de façon très efficace à maintenir la ligne politique du parti, en s'imposant face à ses rivaux politiques de gauche comme de droite. Il prend une part active à la création du « Forum social grec » et participe à toutes les manifestations internationales contre la mondialisation néolibérale. En décembre 2004, lors du 4e congrès du Synaspismós, il est élu membre du comité central du parti, puis au secrétariat politique, où il devient responsable des questions de la jeunesse et de l'éducation.
Aléxis Tsípras est candidat Synaspismós aux élections législatives grecques de 2004, sans être élu.
Aléxis Tsípras fait son apparition sur le devant de la scène politique grecque lors des élections locales de 2006 (en) lorsqu'il se présente à la mairie d'Athènes à la tête de la liste « Anichti Poli » (grec : Ανοιχτή Πόλη, « Ville ouverte ») SYRIZA, qui obtient 10,51 % des voix et se classe 3e derrière Nikítas Kaklamánis (ND) et Konstantínos Skandalídis (PASOK) mais devant le candidat du KKE Spyros Halvatzis (el),. Il ne se présente pas aux élections pour le Parlement grec, la Vouli, lors des élections législatives de 2007, préférant poursuivre son mandat de conseiller municipal d'Athènes.

### Ascension politique et chef de l'opposition officielle

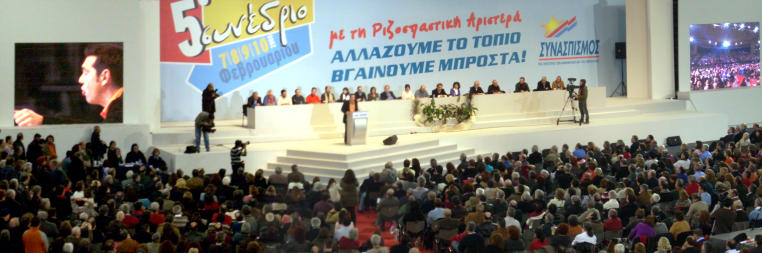
Aléxis Tsípras tenant un discours au 5e congrès de Synaspismos en tant que candidat à la présidence du parti.

#### Élection à la tête de Synaspismós puis SYRIZA
Il est élu président du Synaspismós lors du 5e congrès du parti, le 10 février 2008, après que le président sortant, Alékos Alavános, a décidé de ne pas se représenter pour raisons personnelles. Il est alors âgé de 33 ans et devient le plus jeune responsable jamais élu à la tête d'un parti politique parlementaire en Grèce.
Lors des élections législatives d'octobre 2009, il est élu député de la première circonscription d'Athènes et est élu à l'unanimité président de son groupe parlementaire par le secrétariat de Synaspismós,.

#### Élections législatives de mai 2012
Lors des élections législatives anticipées du 6 mai 2012, SYRIZA, parti créée à partir de la fusion de plusieurs partis politiques de gauche dont Synaspismós, enregistre le meilleur résultat de son histoire, avec 16,78 % des suffrages, obtenant 52 sièges de députés dont Aléxis Tsípras, largement réélu dans sa circonscription athénienne. Son parti devenant la deuxième force politique au Parlement, il se voit chargé deux jours plus tard par le président Papoúlias de former un gouvernement de coalition dans les 72 heures, tâche qu'il ne réussit pas à remplir.
En l'absence de majorité, de nouvelles élections sont convoquées pour le 17 juin 2012. Au cours du mois de mai, SYRIZA est donné favori par la plupart des sondages d'opinion pour ces nouvelles élections.
Le 21 mai 2012, Aléxis Tsípras effectue une visite en France. Il rencontre des dirigeants du Front de gauche, dont Jean-Luc Mélenchon et Pierre Laurent, tient une conférence de presse à l'Assemblée nationale, avant de participer à un meeting commun,,, mais n'est reçu par aucun ministre du nouveau Gouvernement Ayrault, ni par aucun responsable du Parti socialiste, alors que dans le même temps François Hollande reçoit Evángelos Venizélos, le représentant du Mouvement socialiste panhellénique (PASOK). Le 22 mai, il se rend en Allemagne, où il rencontre le représentant de Die Linke, Oskar Lafontaine. Ce même jour, SYRIZA se transforme officiellement en parti politique, abandonnant son statut de coalition. Il en prend alors la présidence.

#### Élections législatives anticipées de juin 2012 et chef de l'opposition officielle
Les élections législatives anticipées du 17 juin 2012 confirment la domination de SYRIZA à gauche. Avec 1 655 086 voix, le parti progresse de 60 %, remportant 26,9 % des suffrages et 71 parlementaires. Il talonne la Nouvelle démocratie (ND) de 170 000 voix seulement et devance le PASOK de 900 000 suffrages. Tsípras devient ainsi le chef de l'opposition officielle à partir du 20 juin.
Lors des élections européennes de 2014, il est le candidat à la présidence de la Commission européenne du Parti de la gauche européenne. Pour le politologue grec Anreas Drimiotis « en parcourant les capitales du continent, il a acquis du charisme, de l'éloquence, mais son discours reste toujours empreint d'une idéologie d'extrême gauche. Il promet d'augmenter les salaires, de nationaliser les compagnies privatisées ou de supprimer nombre de taxes mais on ne sait pas s'il veut ou non de l'euro ».

### Élections législatives de janvier 2015
Principal artisan de la chute du gouvernement de coalition d'Antónis Samarás lors de l'élection présidentielle anticipée de 2014, Alexis Tsípras permet à SYRIZA de partir favori dans les sondages pour les élections législatives de janvier 2015.
Lors de ce scrutin, sa formation totalise 36,3 % des suffrages exprimés et 149 députés sur 300. Première force politique grecque, SYRIZA rate de deux sièges la majorité absolue au Parlement. Tsípras réussit néanmoins à former une coalition avec le parti de droite souverainiste des Grecs indépendants (ANEL) et à être nommé Premier ministre dès le lendemain des élections, le 26 janvier 2015, afin de pouvoir former un nouveau gouvernement.

### Premier mandat de Premier ministre

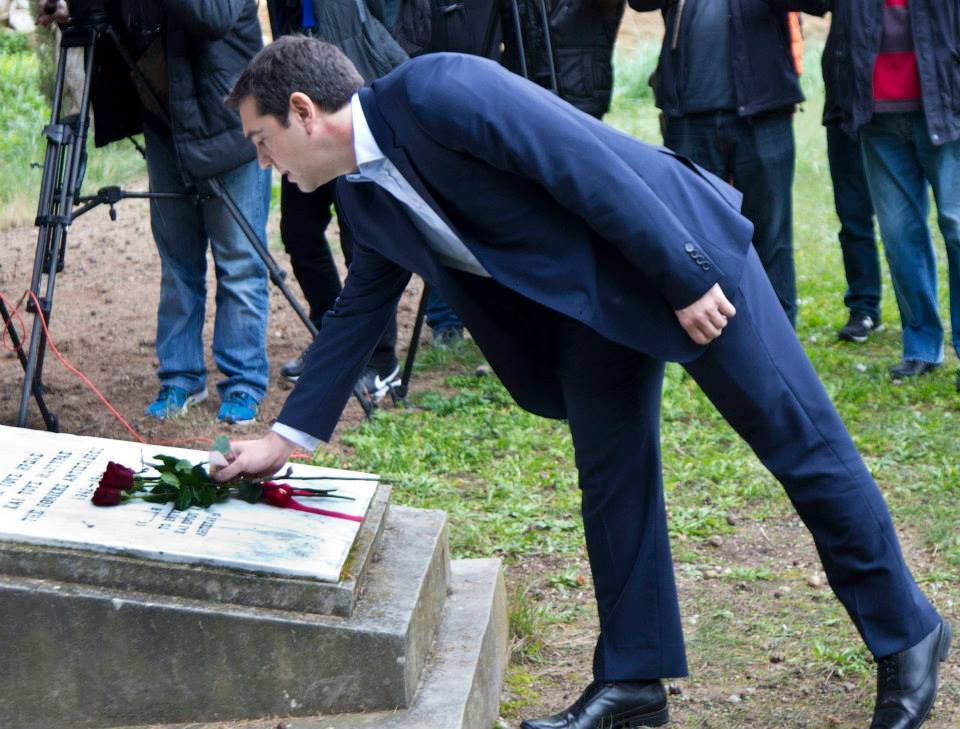
Comme premier acte officiel, Aléxis Tsípras rend hommage aux victimes de la Wehrmacht au mémorial de Kaisariani.

Aléxis Tsípras prête serment devant le président de la République, Károlos Papoúlias, le 26 janvier 2015 au cours d'une cérémonie civile, un événement inédit dans l'histoire de la République hellénique, où la prestation de serment d'un Premier ministre grec se déroule habituellement au cours d'une cérémonie religieuse orthodoxe.
Il forme son gouvernement dès le lendemain, le 27 janvier, après avoir constitué une coalition parlementaire en ralliant les Grecs indépendants (ANEL), un parti de droite souverainiste. Son gouvernement se compose en majorité de personnalités inédites, dont des universitaires. Le conservateur et nationaliste Pános Kamménos, représentant des Grecs indépendants, est nommé ministre de la Défense nationale. L'exécutif ne comprend que douze ministres de plein exercice. Il est le premier chef de gouvernement dans l'histoire de la Grèce à ne pas jurer sur la Bible et devant un pope.
Après un premier semestre marqué par des négociations tumultueuses avec les créanciers de la Grèce, Tsipras annonce le 27 juin un référendum pour le 5 juillet où les citoyens grecs doivent décider s'ils acceptent ou non les propositions faites par ceux-ci. Il appelle personnellement à voter « Non », appel suivi par plus de 60 % des votants (malgré un taux d'abstention de 41 %). Le lendemain, le ministre des finances Yanis Varoufakis démissionne. Les versions sur les plans du gouvernement diffèrent. Yanis Varoufakis affirme qu'Alexis Tsipras ne l'a pas écouté. Dans une longue série consacrée à cette période, Eric Toussaint démontre l'état d'impréparation de Yanis Varoufakis. Dans la biographie d'Alexis Tsipras, le journaliste Fabien Perrier analyse le rapport de forces en Europe. Il estime notamment que quand Syriza arrive au pouvoir, "le parti suscite une peur obsessionnelle chez les dirigeants européens qui n’attendent que sa chute – Alexis Tsipras ne deviendra fréquentable qu’après avoir signé le troisième mémorandum, couteau sous la gorge".
Le 13 juillet au matin, la Grèce et ses créanciers signent un accord comportant de nombreuses mesures d'austérité et de privatisations en Grèce, mais devant ouvrir à des crédits nouveaux pour le pays dans les mois suivants. Bien que s'affirmant en désaccord avec l'esprit des mesures proposées, le Premier ministre « assume la responsabilité d'un texte auquel [il] ne croi[t] pas, mais [il] le signe pour éviter tout désastre au pays ». Selon des informations publiées par la presse grecque et confirmées par Tsipras, le gouvernement avait prévu, en cas d'exclusion de la Grèce de la zone euro, un « plan d'urgence » économique comprenant des nationalisations et une politique virulente de lutte contre la corruption des entreprises étrangères implantées dans le pays. Le parti Syriza se divise sur le vote à accorder.
Il annonce sa démission le 20 août 2015 et propose de nouvelles élections pour le 20 septembre 2015,. Le 27 août, Vassilikí Thánou-Christophílou, présidente de la Cour de cassation, lui succède jusqu'aux élections.

### Élections législatives de septembre 2015
À trois semaines du scrutin, les sondages placent le parti SYRIZA second derrière les conservateurs de Nouvelle Démocratie.
Le 20 septembre 2015, le parti remporte à la surprise générale les législatives anticipées.
Lors de ce scrutin, sa formation totalise 35,46 % des suffrages exprimés et 145 députés sur 300. Première force politique grecque, SYRIZA rate de six sièges la majorité absolue au Parlement. Tsípras réussit de nouveau à former une coalition avec le parti de droite souverainiste des Grecs indépendants (ANEL) et à être nommé Premier ministre dès le lendemain des élections, le 21 septembre 2015, afin de pouvoir former un nouveau gouvernement.

### Second mandat de Premier ministre
Le 21 septembre 2015, au lendemain de la victoire de SYRIZA aux législatives et vingt-cinq jours après avoir quitté son poste, il est de nouveau nommé Premier ministre. Il prête serment devant le président de la République, Prokópis Pavlópoulos, le jour même au cours d'une cérémonie civile, comme lors de son premier mandat.
Il forme son gouvernement deux jours plus tard, le 23 septembre, après avoir constitué une coalition parlementaire avec les Grecs indépendants (ANEL), comme en janvier 2015. Son gouvernement reconduit les ministres de son premier gouvernement à leur poste. Pános Kamménos, leader des Grecs indépendants, est de nouveau nommé ministre de la Défense nationale. À l'instar du premier gouvernement, l'exécutif ne comprend que douze ministres de plein exercice.
Plusieurs lois répondant aux revendications des associations LGBT voient le jour. En décembre 2015, le gouvernement fait ainsi adopter le pacte d’union civile. En octobre 2017, une loi permettant aux citoyens grecs de changer de sexe sur leur état civil sans intervention chirurgicale, examen médical ni visite psychiatrique, est approuvée. Enfin, en mai 2018, une loi permettant aux couples de même sexe de devenir famille d’accueil est adoptée, ce qui « ouvre la porte » à l'adoption pour les couples homosexuels sans la permettre pour l'instant. 
En décembre 2016, une réforme sociale en faveur des retraités les plus pauvres provoque la suspension des mesures d'allègement de la dette grecque par l'Union européenne. Alexis Tsipras annonce en novembre 2017 des mesures sociales destinées aux classes populaires, qui ont porté le poids de la crise, d’un montant de 1,4 milliard d’euros.
À la suite d'un accord sur le nom de la Macédoine avec les autorités macédoniennes, une motion de censure est déposée à l'encontre du gouvernement. Bien qu'ANEL soit opposé au compromis avec les Macédoniens, il vote contre la défiance. Tsípras remporte le vote par 153 voix contre et 127 pour. Un député d'ANEL fait défection lors de ce scrutin.
La politique économique de son gouvernement, souvent décrite comme alignée sur les directives de la Commission européenne, lui vaut d’être fortement contesté à gauche. Ainsi, le Parti communiste de Grèce (KKE) se situe dans l'opposition et une partie des militants de Syriza quittent le parti pour créer l'Unité populaire. En revanche, les proches du gouvernement estiment que celui-ci a dû affronter « l’obstruction des institutions étatiques et de l’oligarchie » et qu'« un gouvernement de gauche ne peut pas réussir seul surtout si son pays est petit et au bord de la faillite ». De leur côté, des hauts fonctionnaires européens reconnaissent que « ce gouvernement sera, plus que tout autre, scruté quand il aura recouvré son autonomie ». En Grèce, certains craignent que le pays soit mis sous la tutelle des Etats-Unis.
Il entreprend un processus de séparation de l’Église orthodoxe de Grèce et de l’État et passe un accord avec Jérôme II, le chef de cette Église, le 6 novembre 2018. Cet accord est cependant rejeté quelques jours plus tard par la majorité des évêques du Saint-Synode. Après plusieurs mois de négociations, l'Église orthodoxe bloque toute réforme, et refuse notamment que ses prêtres cessent d'être des fonctionnaires. L'Assemblée a cependant voté en faveur de la réforme constitutionnelle qui vise à modifier les trois parties de la Constitution liant cette Église à l’État (le préambule disposant que la Constitution est écrite « au nom de la Sainte Trinité », l'article énonçant qu'elle est la « religion dominante » du pays, et l'article disposant que le président élu prête serment au nom de la Sainte Trinité). Cette réforme vise aussi à inscrire la neutralité de l’État vis-à-vis des religions.
Le 13 janvier 2019, les Grecs indépendants quittent la coalition gouvernementale pour protester contre la volonté du gouvernement de faire voter par le parlement son accord à un changement de nom de la Macédoine en Macédoine du Nord. Alexis Tsipras est qualifié d' "artiste du risque" par Nikos Marantzidis, professeur de sociologie à l’Université de Thessalonique. Mais malgré le départ de Panos Kammenos, ministre de la Défense et chef de file des Grecs indépendants, le gouvernement parvient à faire ratifier l'accord et reste donc en place. À la fin du mois de janvier, son conseil des ministres approuve l'augmentation de 11 % du salaire minimum, qui passe ainsi à 650 € bruts.

### Défaite aux élections législatives de 2019 et retour dans l'opposition
Les élections législatives de juillet 2019 sont marquées par une assez large victoire du parti Nouvelle Démocratie (39,9 %) et une défaite du parti d'Aléxis Tsípras (31,5 %, soit quatre points de moins qu'en septembre 2015). Pour George Pagoulatos, les électeurs reprochent à ce dernier « ses promesses extravagantes non tenues en 2015, les affaires, l'intervention du gouvernement dans le système judiciaire, la mauvaise gestion des incendies meurtriers de l'été 2018, où 100 personnes sont mortes et l'accord Prespa sur la Macédoine du Nord, qui a été très impopulaire, notamment dans le nord de la Grèce. » Son bilan économique, en dépit d'une légère reprise depuis 2017 après une décennie de récession et une baisse du taux de chômage, est caractérisé par le fait que la plupart des emplois créés sont temporaires ou à temps partiel et le plus souvent faiblement rémunérés. Ainsi en 2019, un salarié grec sur trois travaille à temps partiel pour un salaire net de 317 euros, inférieur à l'allocation de chômage de 360 euros, et si la pauvreté baisse depuis 2015, elle reste la plus élevée de la zone euro avec 34,8 % de la population exposée au risque de pauvreté ou d'exclusion sociale.
La défaite de 2019 est alors analysée comme la conséquence du « désenchantement populaire » et de « l'échec d'une gauche radicale qui avait promis d'en finir avec l'austérité ». Par ailleurs, alors que « nombre de ses électeurs attendaient des réformes hors du champ économique et budgétaire, comme la séparation de l’Eglise et de l’Etat, la réforme de l’administration ou la lutte contre la corruption », Tsípras ne les a pas menées. Pour Filippa Chatzistavrou, « Aléxis Tsípras s’est davantage focalisé sur sa viabilité politique. Sur sa carrière. » Ainsi, bien que SYRIZA ait été à ses débuts un mouvement pluraliste, il est devenu un parti avec ses « apparatchiks » et un fonctionnement « assez peu démocratique, de plus en plus hiérarchisé ».
Alexis Tsipras, redevenu chef de l'opposition officielle à partir du 8 juillet 2019, effectue de nombreux déplacements en Grèce pour élargir l'audience de son parti comme le montre la biographie qui lui est consacrée, intitulée Alexis Tsipras, une histoire grecque. Il reste aussi actif sur le plan européen et international. Il inaugure notamment la chaire « Dette souveraine » à l'Institut d'études politiques de Paris.

### Défaites aux élections législatives de 2023 et démission de la direction du parti
Sévèrement battu aux élections législatives de mai 2023 avec 20,07 % des suffrages exprimés, soit un recul de 11,5 % par rapport aux élections législatives précédentes, SYRIZA voit son recul s'aggraver aux élections législatives anticipées de juin, avec 17,8 % des voix pour 47 sièges. Tsipras, n'a pas réussi à mobiliser derrière le naufrage d'un bateau de migrants au large des côtes grecques, ayant fait 80 morts et des centaines de disparus. Cette défaite pose ouvertement la question de sa succession à la tête du parti. Il démissionne de la direction de SYRIZA le 29 juin et annonce l'organisation prochaine d'un congrès au cours duquel il ne sera pas candidat à sa succession : c'est Stéfanos Kasselákis, ancien trader de Goldman Sachs, qui lui succède en étant élu le 24 septembre 2023.

## Distinctions

### Décoration grecque
- Grand-croix de l'ordre du Sauveur (Grèce)

### Décorations étrangères
- Grand-croix de l'ordre du Mérite de la République fédérale (Allemagne)
- Chevalier grand-croix de l'ordre du Mérite de la République (Italie)
- Grand-croix de l'ordre de la Couronne (Belgique)
- Grand-croix de l'ordre de Pie IX (Vatican)
- Grand-croix de l'ordre d'Isabelle la Catholique (Espagne)
- Grand-croix de l'ordre royal de l'Étoile polaire (Suède)
- Grand-croix de l'ordre de l'Infant Dom Henri (Portugal)
- Commandeur avec étoile de l'ordre du Mérite de la République (Pologne)
- Ordre de l'Étoile blanche de 1re classe (Estonie)